# 特賴斯群島
特賴斯群島（英語：Trice Islands），是南極洲的群島，位於埃爾斯沃思地的瑟斯頓島，處於埃文斯角以西，根據美國海軍拍攝的空中照片繪入地圖，現時由南極條約體系管理。